# Badil
Badil (Sisyrinchium) je rod jednoděložných rostlin z čeledi kosatcovité (Iridaceae).

## Popis
Jedná o jednoleté nebo vytrvalé, často trsnaté, pozemní byliny, s oddenky, někdy je oddenek nezřetelný, někdy jsou přítomny ztlustlé zdužnatělé kořeny. Jsou jednodomé rostliny s oboupohlavnými květy. Stonek je zploštělý a dvoukřídlý. Listy jsou buď jen přízemní nebo přízemní a lodyžní, jsou střídavé, přisedlé, s listovými pochvami. Čepele listů jsou celokrajné, většinou čárkovité a mečovité, žilnatina je souběžná. Květy jsou pravidelné, oboupohlavné, různých barev, zpravidla ve vrcholových květenstvích, vějířcích, ne moc četných (do 15 květů), vzácněji je květ jednotlivý. Květenství je podepřeno 2 vstřícnými listeny. Okvětí se skládá z 6 okvětních lístků ve 2 přeslenech (3+3), které jsou jen na bázi srostlé. Tyčinky jsou 3. Gyneceum je složeno ze 3 plodolistů, je synkarpní, semeník je spodní. Čnělky jsou 3, alespoň na bázi jsou srostlé, jsou nitkovité. Plodem je trojpouzdrá tobolka, která je víceméně kulovitá, zaoblená. Semena jsou četná, kulovitá, polokulovitá či kuželovitá.

## Rozšíření ve světě
Je známo asi 70–130 druhů, které jsou rozšířeny hlavně v Severní Americe a v Jižní Americe, 1 druh je na Novém Zélandu. V Evropě se vyskytují jen adventivně.

## Rozšíření v Česku
V ČR ve volné přírodě najdeme jen 1 nepůvodní druh, modře kvetoucí badil úzkolistý (Sisyrinchium angustifolium, syn.: Sysirinchium montanum). V některých oblastech je zdomácnělý na vlhkých loukách a může se chovat jako (málo nebezpečný) invazní druh. Další druhy se pěstují na zahrádkách jako okrasné.